# Gris souris
Pour les articles homonymes, voir souris (homonymie).
Gris souris est un nom de couleur utilisé dans le domaine de l'hippologie et des sciences naturelles, de la décoration, de l'habillement et de la mode. C'est un gris chaud, de clarté moyenne, évoquant le poil de la souris commune.

## Histoire
Robe du cheval« Le gris souris est un gris mêlé. » C'est le premier sens attesté dès 1722.
Histoire naturelleOn trouve « gris souris » et « gris de souris » dans le Nouveau dictionnaire d'histoire naturelle de 1816-1819.
DécorationLe « gris souris », couleur mate en vente parmi les « couleurs lucidoniques, inventées en 1802 par Mme Cosseron ».
Modemasculine : « L'habit gris de souris ne laissait à désirer, pour son élégance […] », L'Écrivain public, 1826, et féminine : « Les couleurs les mieux portées, sont le violet et le gris souris », La Presse, 1840. On retrouve le « gris souris » les années suivantes dans la mode, tant féminine que masculine.

## Nuanciers
Au XIXe siècle, Chevreul s'est attaché à définir les couleurs. Il les repère sur une sphère dont les teintes sont repérées entre elles et par rapport aux raies de Fraunhofer du spectre lumineux, et du blanc au noir. Il définit le gris souris type (c'est-à-dire qu'il y en a plusieurs nuances) comme un
« 2 orangé 6/10 du 10  au 13 ton », ce qui signifie un gris moyen, réchauffé par un orangé jaunâtre.
Le Répertoire de couleurs de la Société des chrysanthémistes (1905) présente un gris souris, avec quatre tons et la définition « dénomination de cette couleur dans le commerce des draps, étoffes, etc. Allusion à la couleur la plus fréquente de la robe des rongeurs. Reproduction du Murinus du professeur Saccardo », et comme synonymes français gris taupe et gris graphite. Malgré la dégradation des pigments du nuancier, il semble que les gris présentés aient eu une tendance orangée.
Le nuancier RAL présente une couleur gris souris (« Mausgrau »), 7005, sans le caractère chaud noté par Chevreul.
Dans des nuanciers actuels, on trouve 168 gris souris.